# Henri Biva

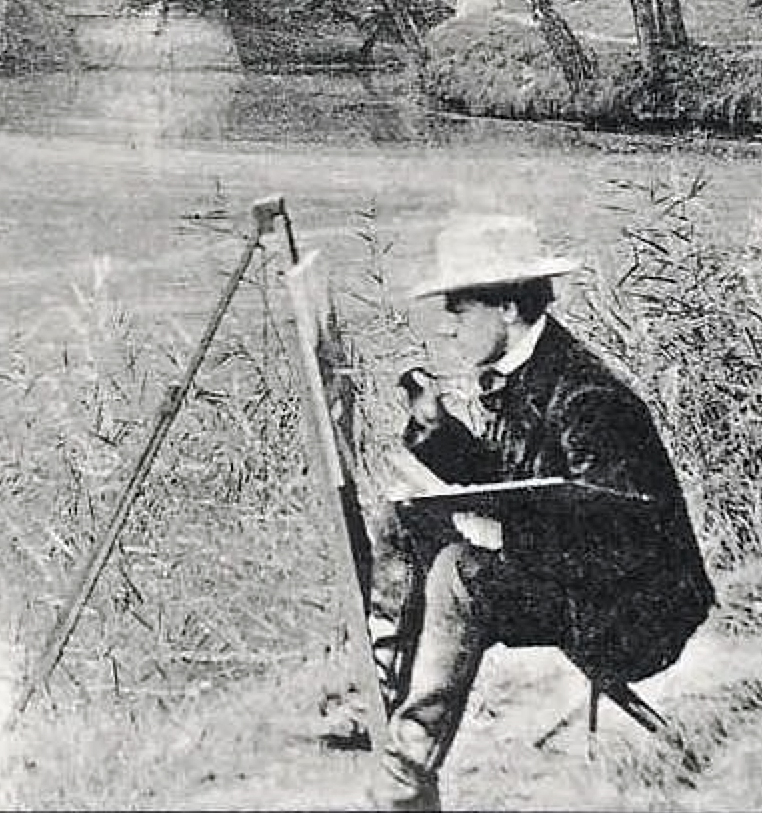
Henri Biva aan het werk, 1903

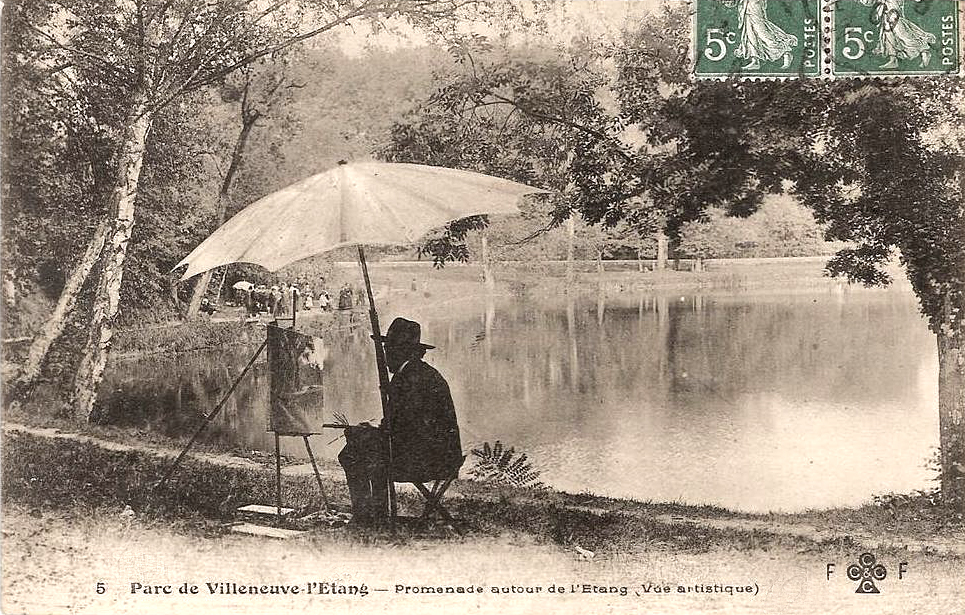
Biva in Villeneuve l'Etang, 1909.

Henri Biva (Montmartre, Parijs, 23 januari 1848 - Parijs, 2 februari 1929) was een Frans kunstschilder, vooral bekend door zijn naturalistische landschappen.

## Leven en werk
Biva groeide op in een artistiek milieu. Hij studeerde aan de École nationale supérieure des beaux-arts en later aan de Académie Julian. Vanaf het midden van de jaren 1870 zou hij regelmatig exposeren in de Parijse salon en na 1900 in de Parijse Salons des Artistes Francais en de Salon d'Hiver. In 1900 won hij een medaille op de wereldtentoonstelling te Parijs.
Biva schilderde vooral landschappen en bosgezichten, alsook bloemstillevens. Hij ontwikkelde een voor zijn tijd redelijk uniek oeuvre in een authentieke, tijdloze hyperrealistische annex naturalistische stijl, waarbij hij veelvuldig gebruik maakte van lichtcontrasten. Hij schilderde uitsluitend 'en plein air'. In zijn latere werk zijn voorzichtige invloeden van het postimpressionisme te zien, met name herkenbaar door een iets lossere penseelstreek en in de versterkte gerichtheid op het overbrengen van emotie.
Veel van Biva's werken werden rond de eeuwwisseling gebruikt als afbeelding voor ansichtkaarten.
In 1900 werd Biva opgenomen in het Franse Legioen van Eer. Hij overleed in 1929, 81 jaar oud. Zijn werk is onder andere te zien in het Musée du Luxembourg en het Musée d'Orsay te Parijs.

## Galerij

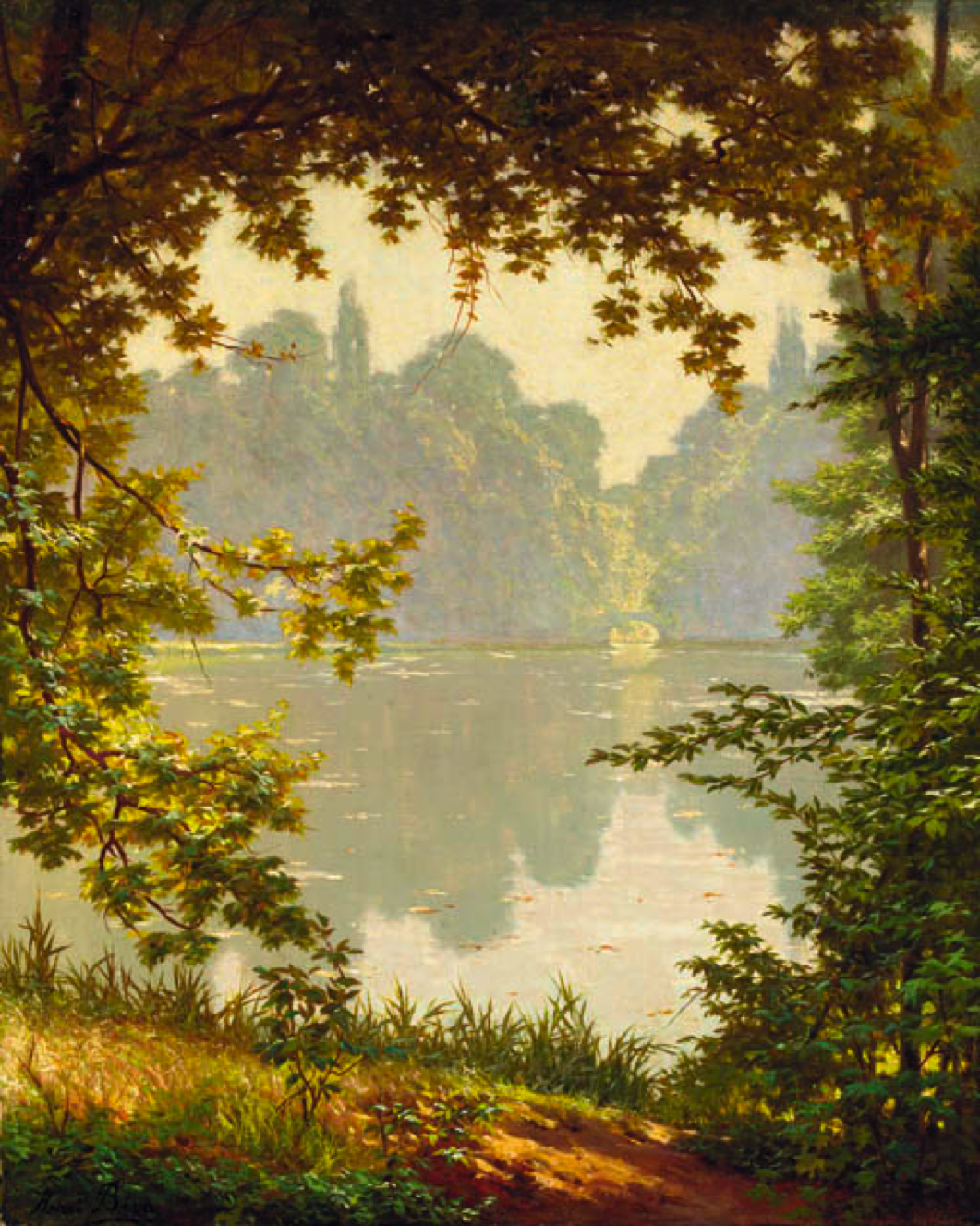
Uitzicht op een meer op een zomerdag
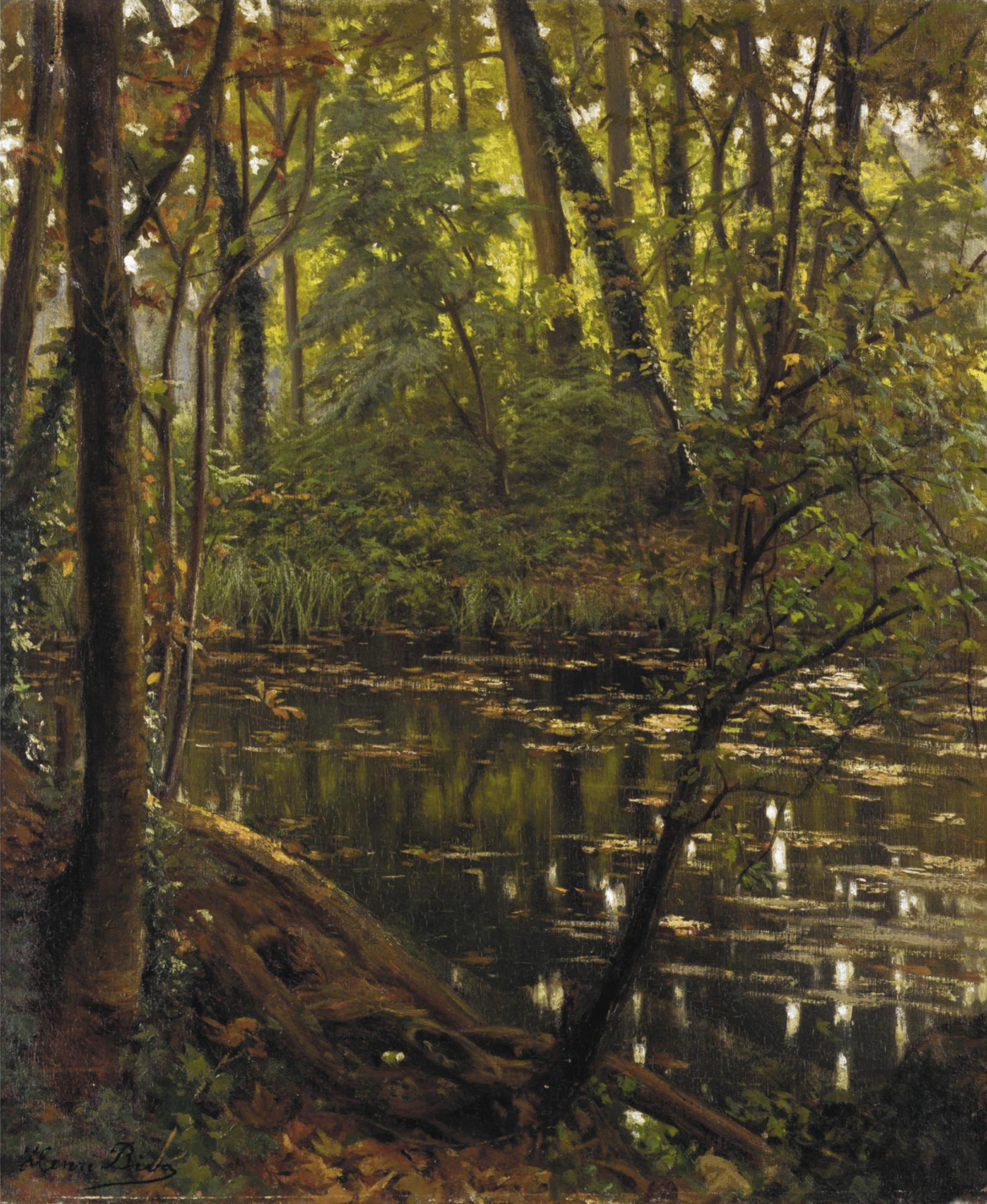
Rivier in een dicht bos
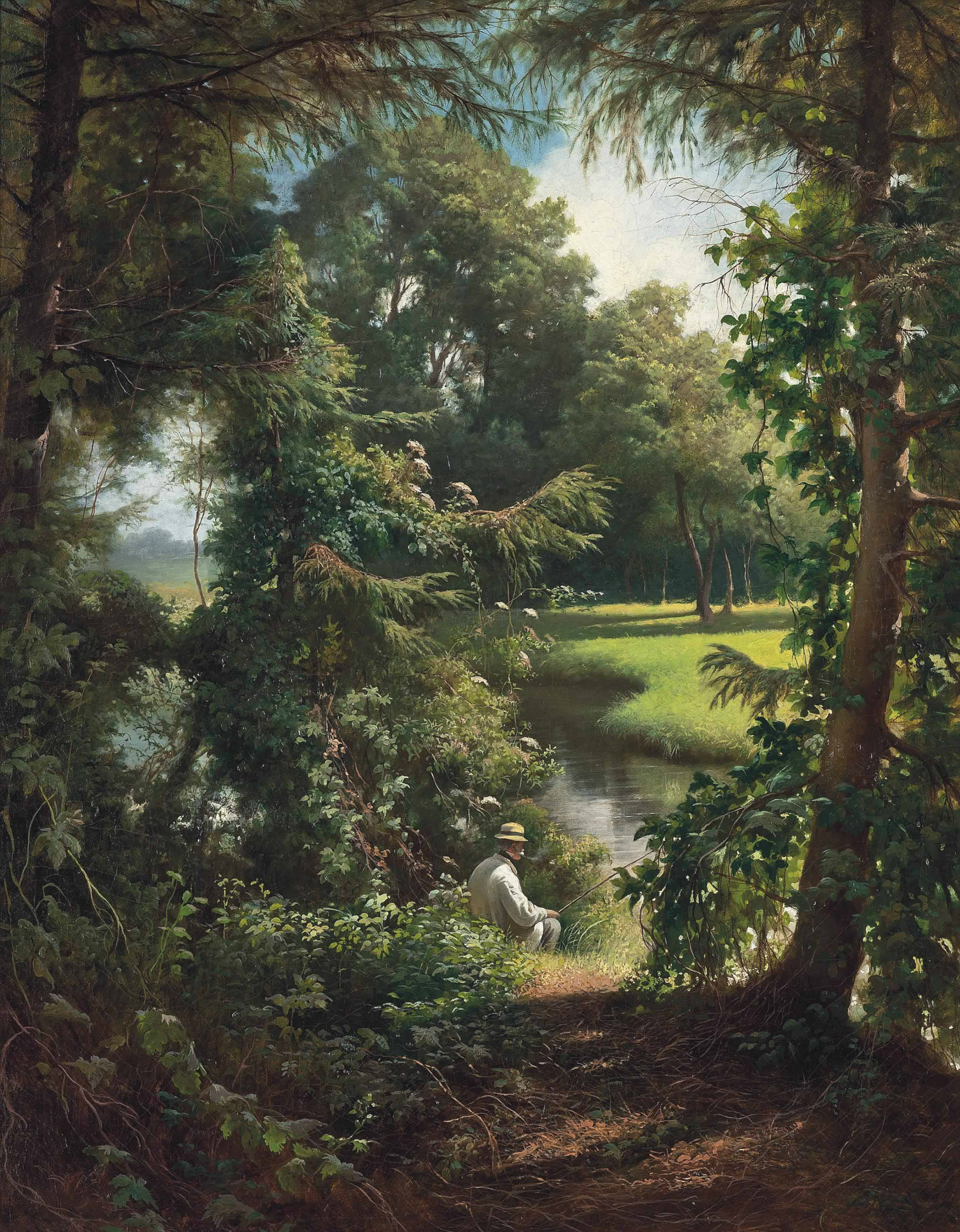
Vissen op een zondagnamiddag
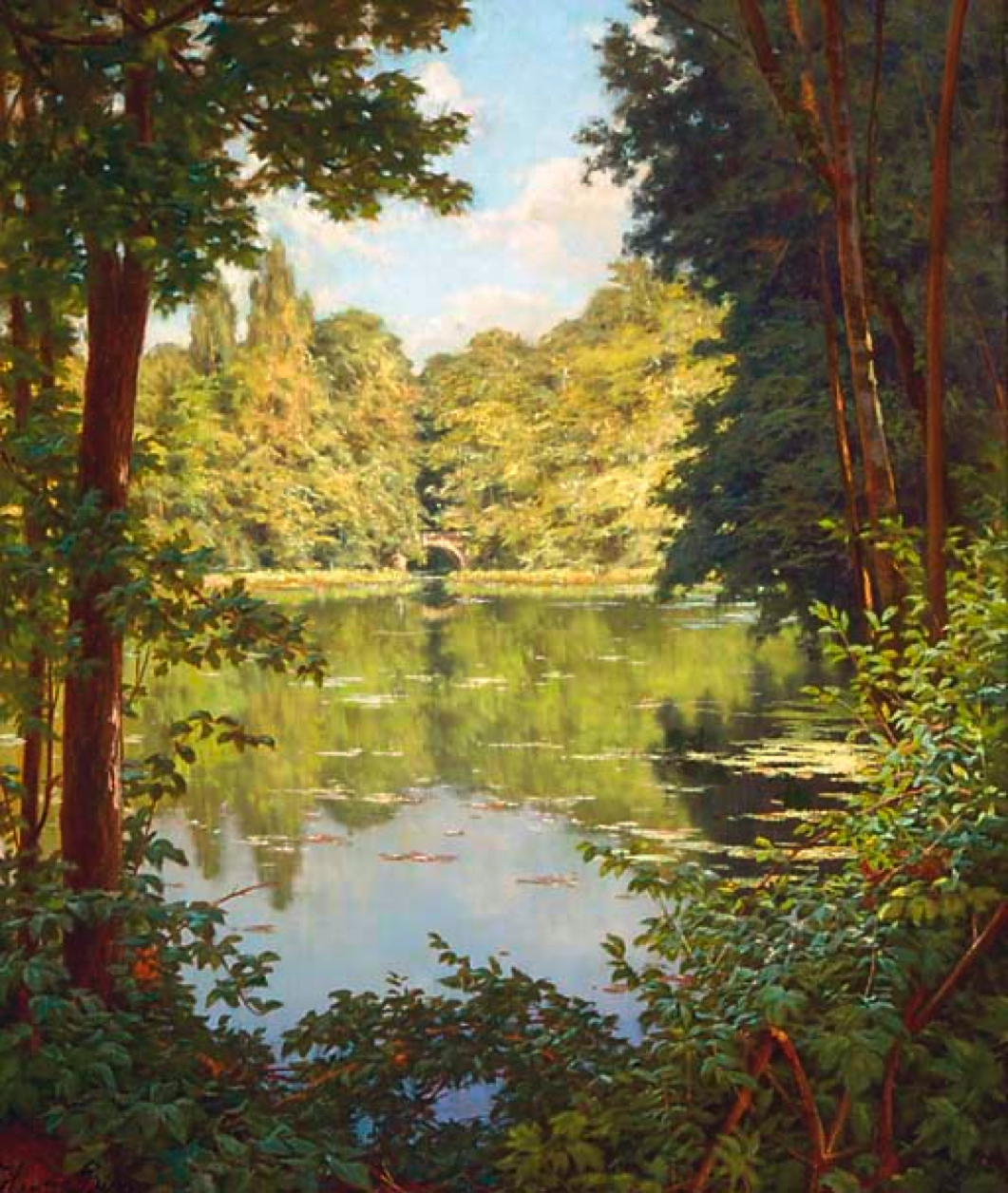
Stilstaande rivier
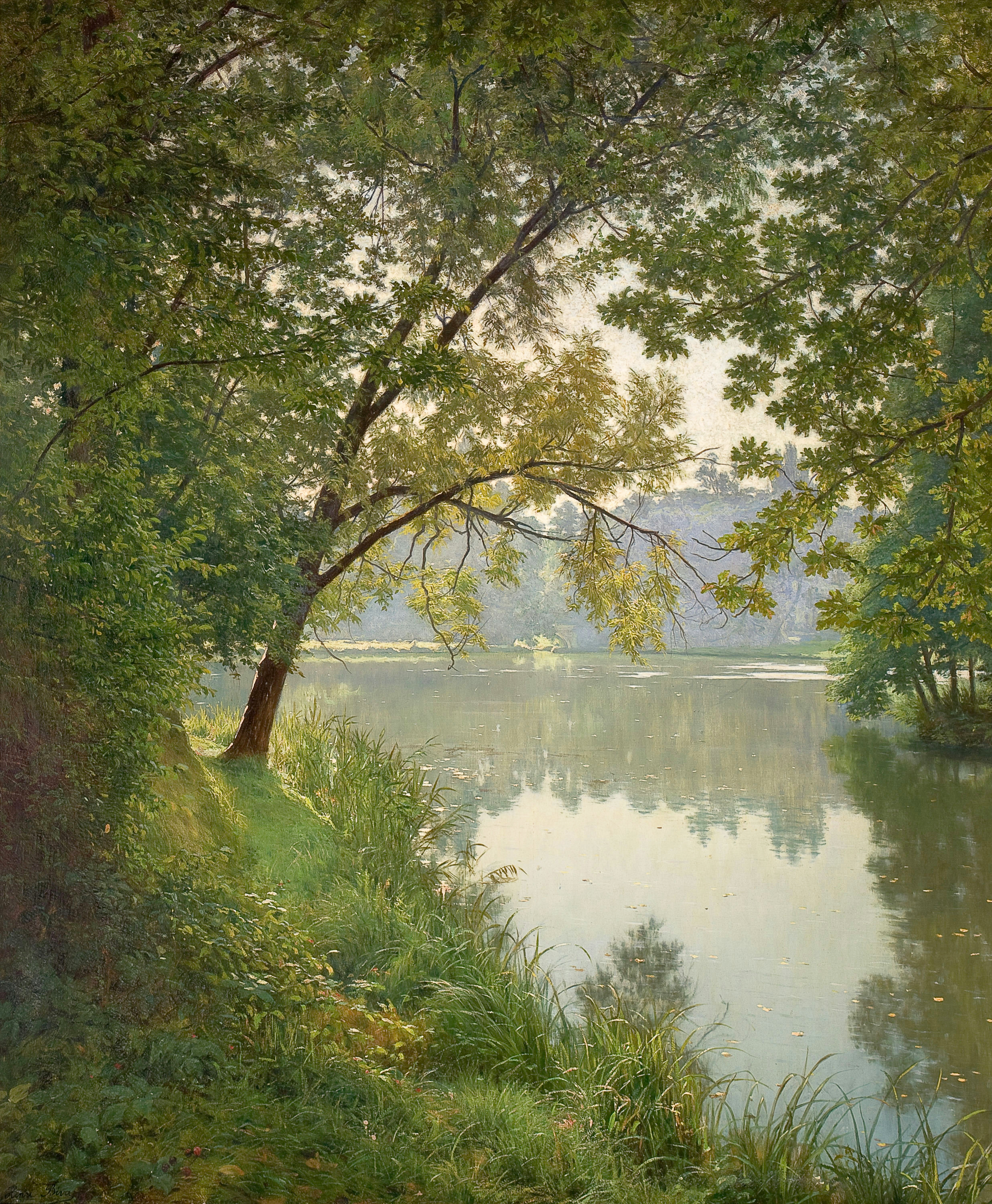
Ochtend in Villeneuve
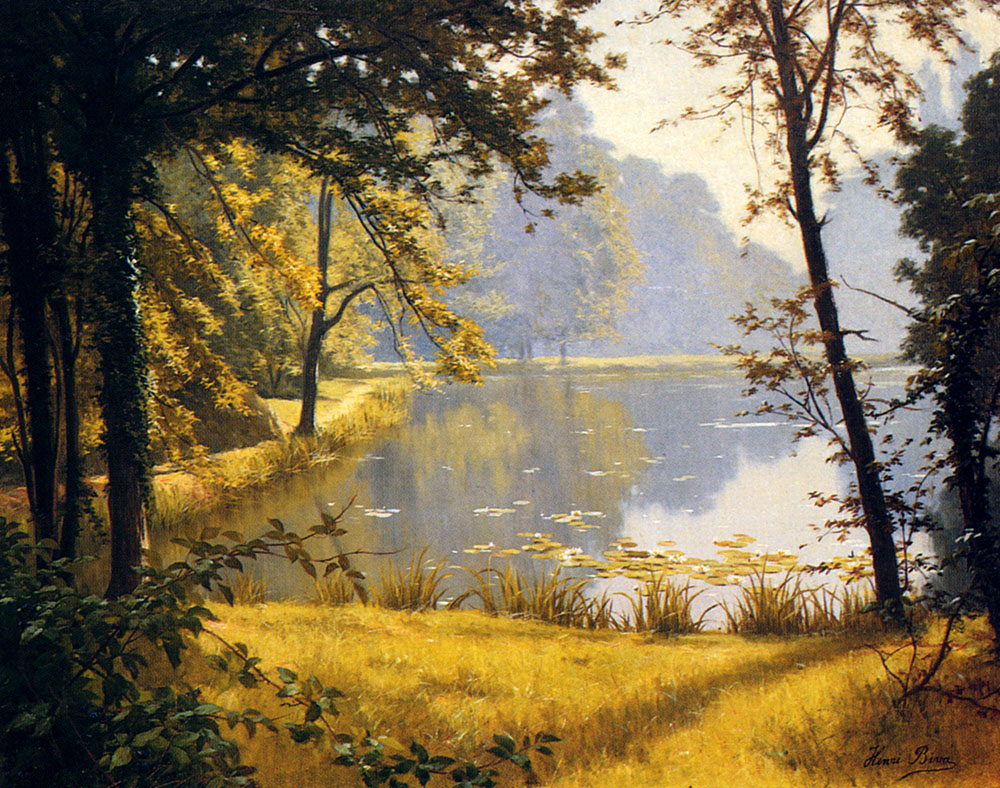
Vijver met lelies
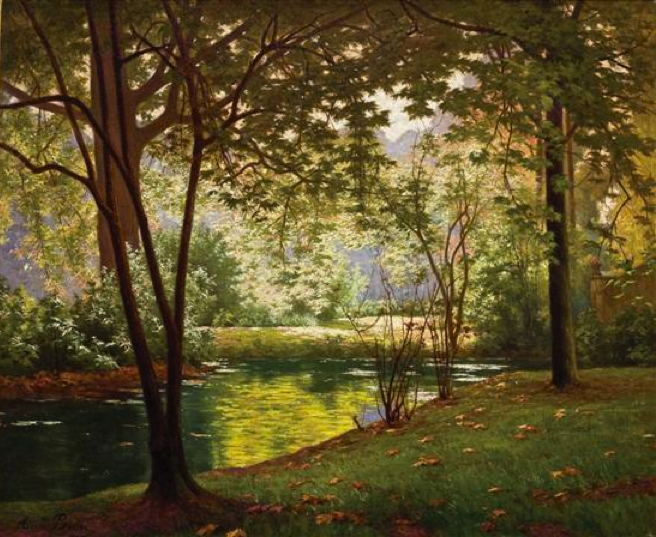
Bocht in een zonovergoten rivier
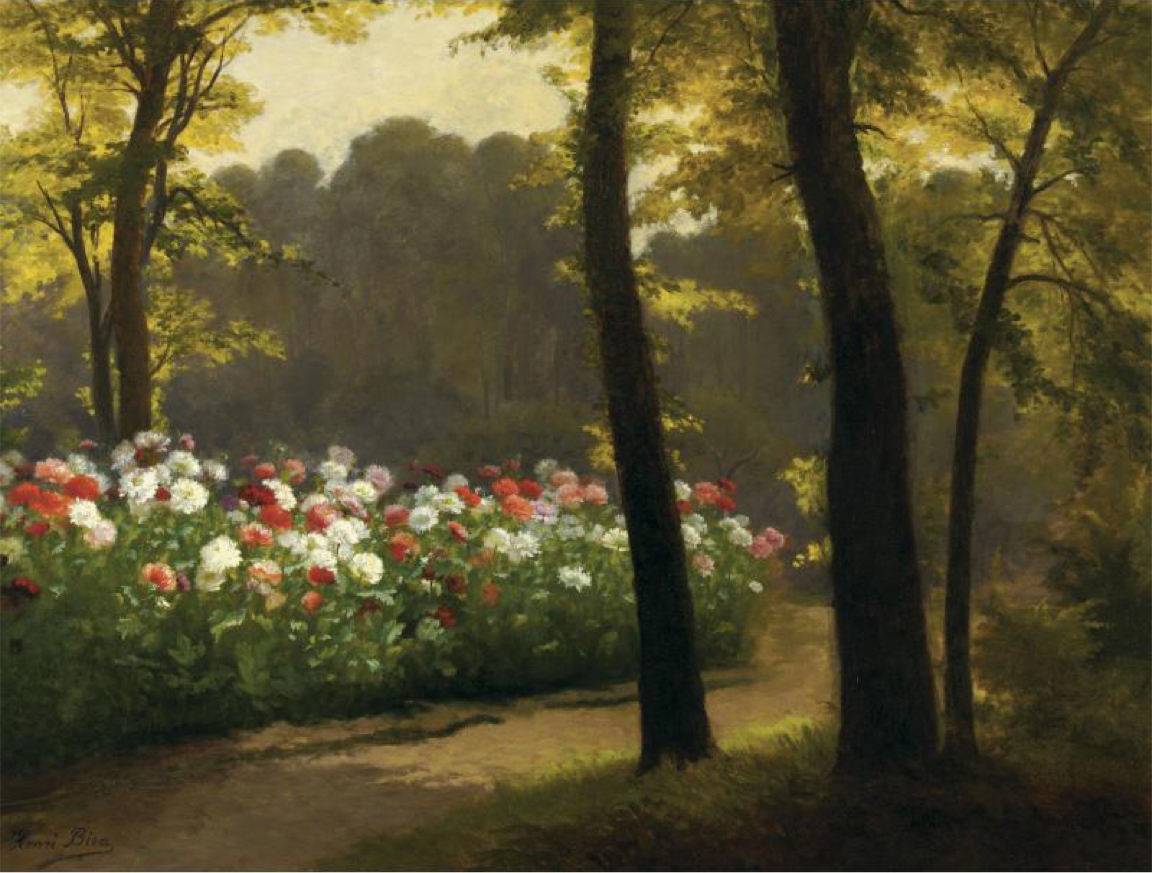
Bloemenlaantje